# Lucas Da Cunha
Lucas Da Cunha (ur. 9 czerwca 2001 w Roanne) – francuski piłkarz portugalskiego pochodzenia występujący na pozycji napastnika we francuskim klubie OGC Nice. Wychowanek Roanne Matel, w trakcie swojej kariery grał także w Rennes. Młodzieżowy reprezentant Francji.